# Lysceia biguttata
Lysceia biguttata là một loài bướm đêm thuộc phân họ Arctiinae, họ Erebidae.